# Cacostola clorinda
Cacostola clorinda är en skalbaggsart som beskrevs av Dillon 1946. Cacostola clorinda ingår i släktet Cacostola och familjen långhorningar. Inga underarter finns listade.